# Marut (anioł)
Marut (hebr.: gorycz; Marout, Marot) – w angeloologii judaizmu, anioł wraz z Harutem dostał od Boga pełnomocnictwo do sprawowania pieczy oraz nauczania rodzaju ludzkiego (zob. The Hierarchy of the Blessed Angels Thomasa Heywooda). Wywodzi się z mitologii perskiej, gdzie jest upadłym aniołem. Wspomina o nim również Koran. W Islamie są uznawani za "wielkich nauczycieli magii"